# Giulite Coutinho
Giulite Coutinho (Visconde do Rio Branco, 16 de julho de 1921 - Rio de Janeiro, 4 de abril de 2009) foi um dirigente de futebol, ex-presidente do America Football Club (Rio de Janeiro), do qual era torcedor fanático e da Confederação Brasileira de Futebol.
Presidiu a entidade máxima do futebol brasileiro durante dois mandatos, entre 18 de janeiro de 1980 até 17 de janeiro de 1986. Esteve à frente da seleção nacional durante a Copa do Mundo de 1982. 
Teve como símbolo de sua gestão a construção do centro de treinamentos da Confederação, localizado na Granja Comary (nome pela qual é conhecido o centro), em Teresópolis, no Rio de Janeiro. Também durante o seu período à frente da entidade a Taça Jules Rimet, conquistada em definitivo pelo Brasil após o tricampeonado mundial em 1970, foi roubada da Sede da CBF no Rio e depois derretida, em dezembro de 1983. 
Em sua homenagem, o America FC, onde foi presidente 1956-1957 e 1970-1971, batizou seu estádio, inaugurado em 2000 e com capacidade para 15 mil torcedores, de Estádio Giulite Coutinho.
Coutinho foi um dos maiores críticos da gestão da Confederação Brasileira e, por várias vezes, defendeu que um mesmo presidente não poderia ficar tanto tempo no cargo. O alvo das críticas era o presidente Ricardo Teixeira, eleito pela primeira vez em 1989 para dirigir a entidade.
Fora do esporte, Giulite também foi presidente da Associação Brasileira de Exportadores, por ser um empresário no ramo de móveis. Foi casado com Lina Coutinho e teve um filho, Osmar Coutinho.
Giulite Coutinho morreu no Rio de Janeiro, aos 87 anos, vítima de uma parada cardíaca após uma hemorragia ocorrida depois de uma cirurgia oral, para colocação de implantes no osso zigomático.